# Tryphon peltiger
Tryphon peltiger är en stekelart som beskrevs av Schiodte 1839. Tryphon peltiger ingår i släktet Tryphon och familjen brokparasitsteklar. Inga underarter finns listade i Catalogue of Life.